# Wspinaczka skalna

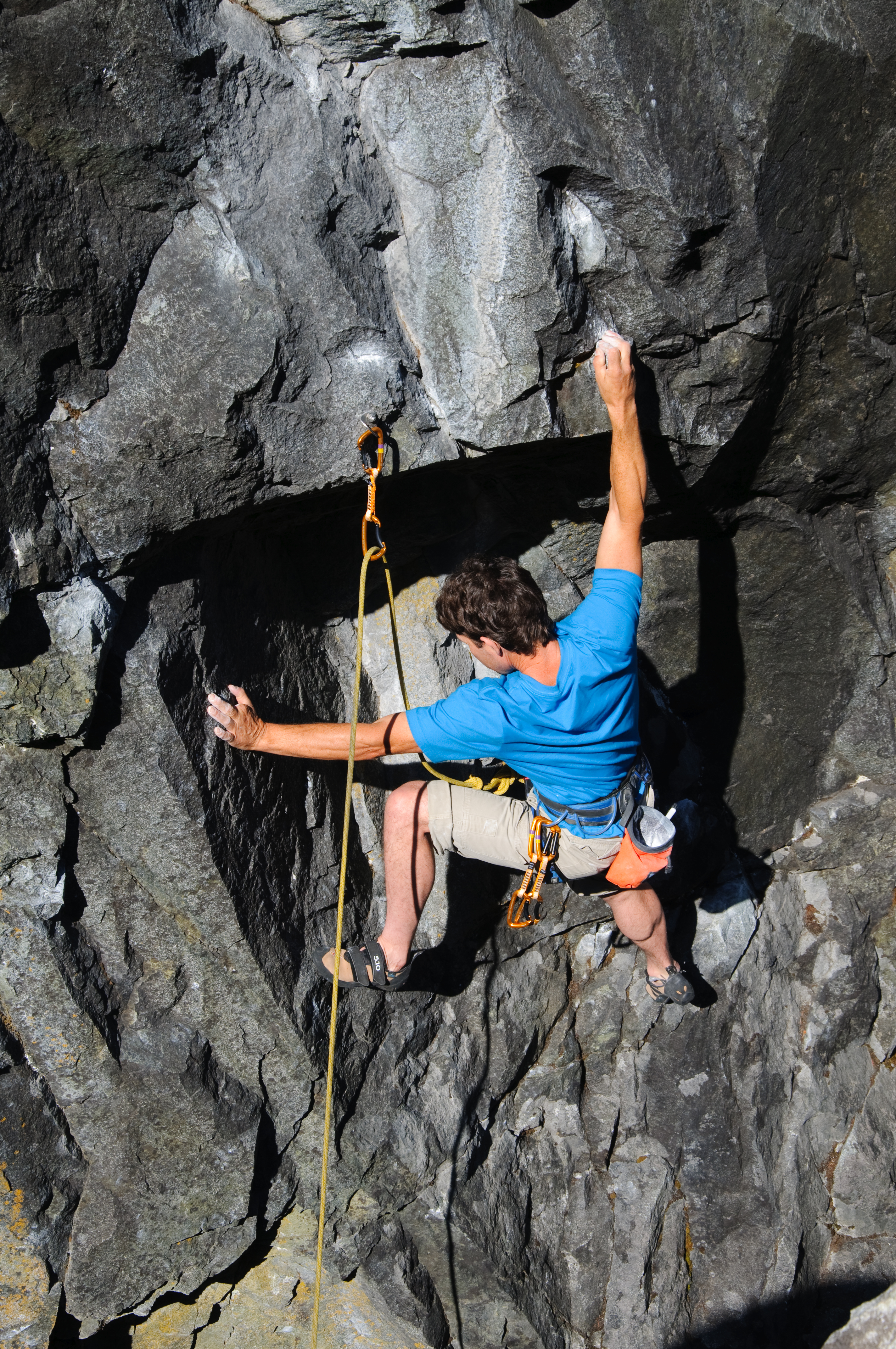
Wspinaczka skalna z dolną asekuracją

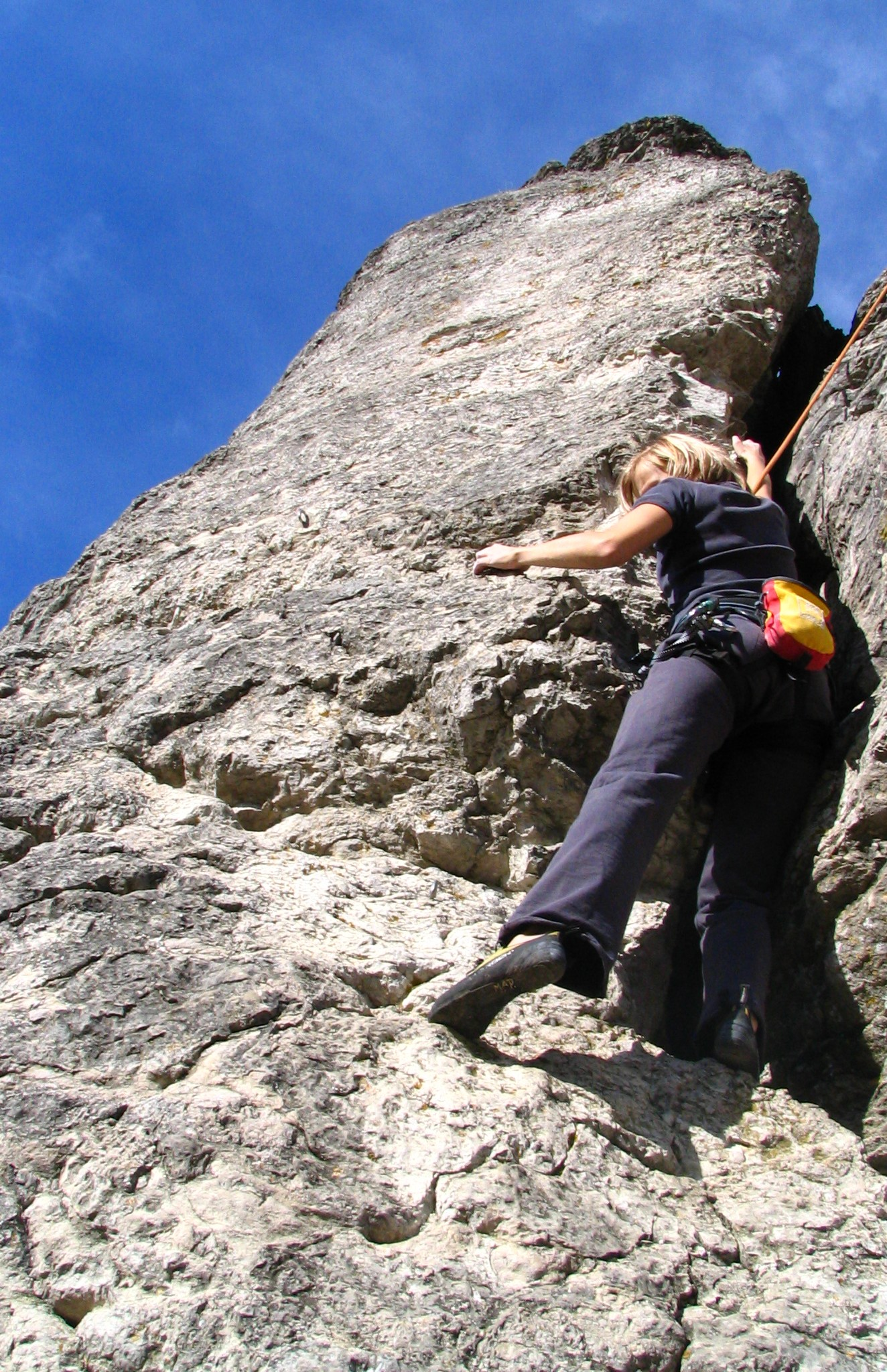
Wspinaczka skalna z górną asekuracją

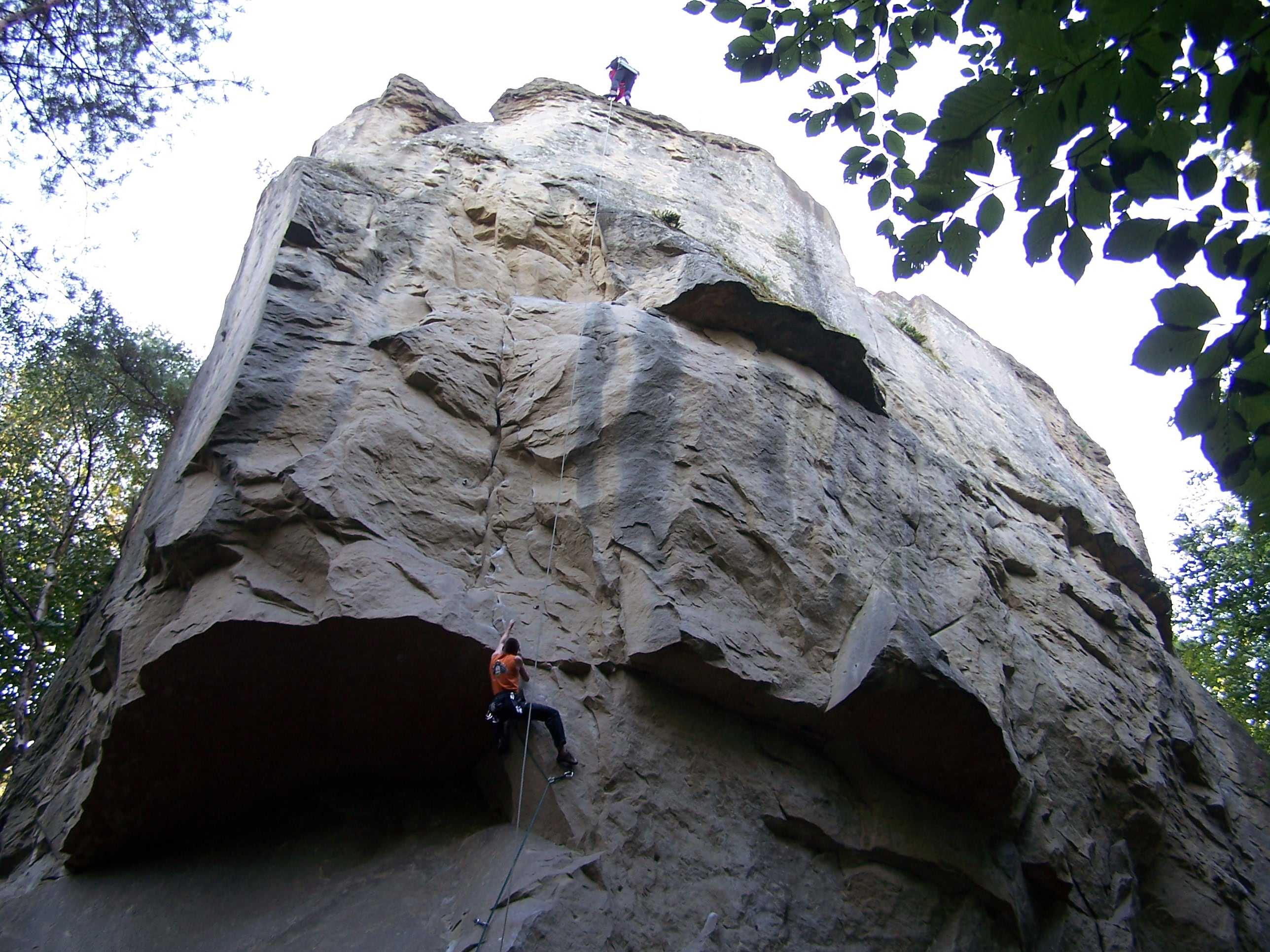
Wspinaczka skalna – Kamień Leski w Glinnem

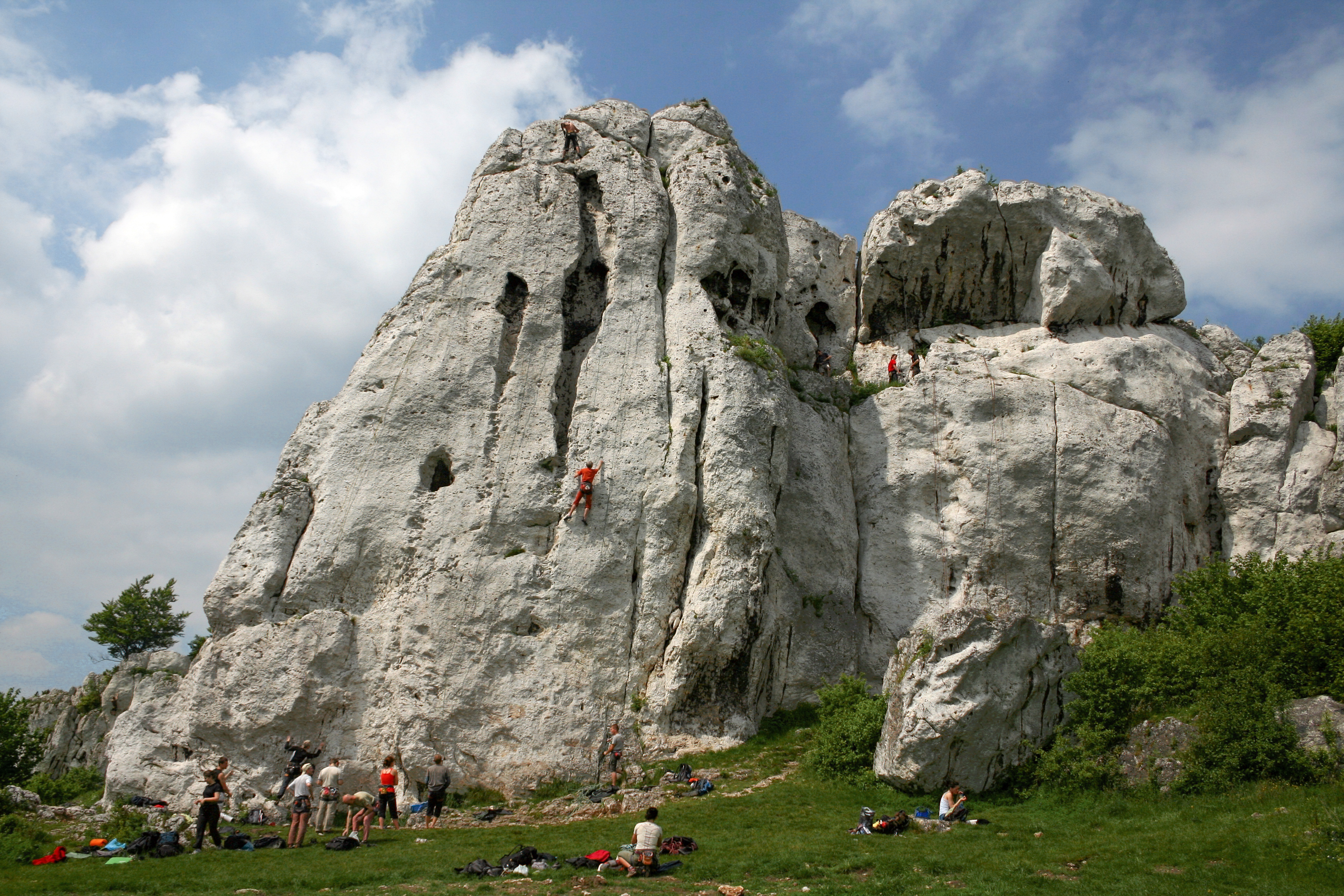
Wspinaczka skalna na terenie Skał Rzędkowickich – Turnia Lechfora

Wspinaczka skalna – jeden z rodzajów wspinaczki uprawiany w terenie skalnym bez śniegu i lodu.
Wspinaczka skalna polega na pokonywaniu stromych ścian skalnych określonymi drogami wspinaczkowymi. Drogi te określają ściśle miejsce przejścia ściany; w popularnych rejonach wspinaczkowych przez jedną ścianę skalną przechodzi często do kilkudziesięciu różnych dróg i wariantów o różnym poziomie trudności.
Wspinaczka skalna jest uprawiana zarówno jako rodzaj zaawansowanej rekreacji, jak i w ściśle sportowym sensie, aczkolwiek rzadko jest to sport polegający na bezpośredniej rywalizacji z innymi wspinaczami; zawody wspinaczkowe są obecnie organizowane głównie na obiektach sztucznych, rzadziej w naturalnym terenie skalnym.
W tradycyjnej wspinaczce w górach wspinacze nie konkurują ze sobą bezpośrednio na jednej drodze, lecz gromadzą osiągnięcia, do których zaliczają się, w kolejności ich wartości sportowej:
- wytyczenie i pierwsze przejście zupełnie nowej drogi, zwłaszcza w miejscu które było celem nieudanych prób ze strony innych wspinaczy,
- przechodzenie starych dróg nowymi, trudniejszymi i bardziej zbliżonymi do linii prostej wariantami – tzw. "prostowanie dróg",
- przejście dróg w lepszym od poprzedników stylu (tzw. poprawienie stylu przejścia) – w tym m.in. "odhaczenie drogi" – czyli klasyczne przejście drogi pokonywanej niegdyś jedynie techniką hakową,
- drugie i trzecie przejście trudnej drogi, wytyczonej i poprowadzonej po raz pierwszy przez kogoś innego,
- przejście drogi w znacznie krótszym czasie, niż zrobili to poprzednicy – dotyczy to jednak tylko dróg długich, wymagających wielodniowej lub co najmniej wielogodzinnej wspinaczki.

Każde z tych osiągnięć ma tym większą wartość, im trudniejsza i dłuższa była droga. Ponieważ trudno jest obiektywnie zmierzyć wartość osiągnięć wspinaczkowych mogących być przedmiotem rywalizacji o charakterze sportowym, wielu wspinaczy nie uważa uprawianej przez siebie działalności za sport. O wartości wybitnego osiągnięcia wspinaczkowego świadczy przede wszystkim to, jak niewielu innych wspinaczy byłoby w stanie powtórzyć dany wyczyn.
Wspinaczka skalna uprawiana jest najczęściej w zespole. Pozwala to, przede wszystkim, na zapewnienie sprawnej asekuracji, a także ułatwia transport sprzętu i rozwiązywanie problemów logistycznych. Niemniej, możliwe jest również uprawianie wspinaczki skalnej samotnie: zarówno z asekuracją (tzw. wspinanie "solo") jak i bez asekuracji i bez środków umożliwiających jej ewentualne zastosowanie – (tzw. "free solo" lub "na żywca").

## Style wspinaczki skalnej
Wspinaczka skalna dzieli się na kilka rodzajów:
- wspinaczka techniką sztucznych ułatwień zwana też wspinaczką hakową,

- wspinaczka klasyczna, która polega na pokonywaniu drogi wspinaczkowej wyłącznie za pomocą rąk i nóg. Sprzęt jest tutaj używany wyłącznie do asekuracji. Chwytanie się elementów układu asekuracyjnego (np. haków), stawanie na nich, podciąganie się na linie itp. czynności uznawane są za nieetyczne.
W ramach wspinaczki klasycznej wyróżniamy wiele stylów pokonywania dróg, a najpopularniejsze z nich (począwszy od najwyżej notowanego) to:
  - Styl OS (on-sight, od strzału) – polega na pokonaniu drogi bez jej uprzedniej znajomości, z asekuracją dolną, tzn. wspinający prowadzi za sobą linę z dołu. Przed pokonaniem drogi w stylu OS nie wolno rozpoznawać drogi ze zjazdu (lub z innej, wiodącej w bezpośrednim sąsiedztwie drogi), niedopuszczalne jest też dysponowanie dodatkowymi informacjami o drodze, uzyskanymi np. z obserwacji przejść innych wspinaczy. Zabronione jest jakiekolwiek obciążanie układu asekuracyjnego (np. odpadnięcia lub zawisanie na linie w celu odpoczynku). Dopuszczalne jest jednak zejście do niższego miejsca i kontynuowanie wspinaczki po krótkim odpoczynku. Odpadnięcie i obciążenie układu asekuracyjnego przez wspinacza przekreśla możliwość pokonania drogi w stylu OS – możliwe jest już tylko przejście w stylu RP, AF lub gorszym.
  - Styl "flash" – różni się od OS dopuszczeniem pewnego zakresu informacji o drodze: możliwa jest wcześniejsza obserwacja przejścia innego wspinacza (np. asekurowanego partnera) lub korzystanie podczas przejścia z podpowiedzi innych osób.
  - Styl RP (red point, Rotpunkt) – polega na przejściu drogi z dolną asekuracją, dopuszczalna jest jednak wcześniejsza znajomość drogi. Podobnie jak w przypadku OS i flash, zabronione jest obciążenie jakiegokolwiek elementu układu asekuracyjnego (liny bądź któregokolwiek z przelotów). Po odpadnięciu lub obciążeniu asekuracji przejście RP jest nadal możliwe, o ile wspinacz rozpocznie kolejną próbę od początku drogi lub wyciągu, po demontażu założonych przelotów (lub co najmniej wyjęciu z nich liny).
  - Styl AF (all free) – wspinanie odbywa się z asekuracją dolną, ale wolno dla odpoczynku zawisać na linie, wolno wielokrotnie próbować pokonywać trudne odcinki drogi, po częściowym opuszczeniu się na linie. Warunkiem jest przy tym to, by po odpadnięciu rozpocząć dalszą wspinaczkę ze stopni i chwytów, do jakich się uprzednio dotarło (bez pomocy liny). Nie wolno zatem posiłkować się liną lub sprzętem w celu dotarcia do miejsca, którego nie osiągnęło się wcześniej podczas wspinaczki.
  - Styl TR – Wspinaczka z górną asekuracją (na wędkę, ang. top rope) – obecnie nie jest już uznawana za klasyczny styl wspinaczkowy. Polega na wspinaniu się z liną asekuracyjną zwisającą z góry. Tutaj również nie wolno używać liny do sztucznego wyciągania się w górę, ale wolno opuszczać się i zawisać chwilowo na linie. Styl "na wędkę" jest bezpieczniejszy od innych, ponieważ wspinacz może każdej chwili bezpiecznie zawisnąć na linie (lecąc w dół jedynie na krótkim odcinku związanym z rozciąganiem się obciążanej liny). Obecnie wspinanie na wędkę wykorzystywane jest głównie podczas obmyślania sposobu poprowadzenia drogi z asekuracją dolną (tzw. "patentowania" drogi), w celach treningowych, oraz we wspinaczce rekreacyjnej, głównie osób początkujących.

## Podział ze względu na rodzaj asekuracji
Biorąc pod uwagę sposób osadzania punktów asekuracyjnych, wspinaczkę skalną można podzielić na:
- wspinaczkę sportową - wspinacz pokonuje drogę wpinając linę za pomocą ekspresów do stałych, umieszczonych tam wcześniej punktów asekuracyjnych. Punktami tymi są haki, spity i ringi. Punkty takie zapewniają wspinaczowi stosunkowo duże bezpieczeństwo w przypadku jego odpadnięcia.
- wspinaczkę tradową - wspinacz w trakcie wspinania osadza samodzielnie przeloty, a później je demontuje. Przelotami takimi mogą być przewleczone przez skalne ucha pętle z taśmy lub repa, osadzane w szczelinach skalnych kości, zawiązane na pętlach z liny węzełki, kości mechaniczne (w tym friendy i rozmaite ich pochodne), oraz – coraz rzadziej – haki wbijane na bieżąco podczas wspinaczki. Wspinaczka tradowa wiąże się z większym ryzykiem w razie odpadnięcia - tak założone przeloty mają bowiem tendencję do wypadania z miejsc ich osadzenia. Ponadto pokonując nieznaną sobie drogę nie mamy pewności, czy będą na niej miejsca umożliwiające osadzenie przelotów[1].

## Zobacz
- wspinaczka piaskowcowa